# Marfik
Marfik (λ Oph / λ Ophiuchi / 10 Ophiuchi / HD 148857) es una estrella en la constelación de Ofiuco de magnitud aparente +3,82. Su nombre proviene del árabe Al-Mirfaq y significa «el codo», refiriéndose al codo de Ofiuco. Marsik, otro nombre utilizado para esta estrella, sirve también para designar a κ Herculis A y κ Herculis B.
Marfik es una estrella binaria situada a 166 años luz de distancia del sistema solar.
Sus dos componentes son estrellas blancas de la secuencia principal. La componente principal, Marfik A, tiene tipo espectral A1V y una temperatura de 9300 K. La otra componente, Marfik B, más fría con una temperatura de 8500 K, tiene tipo espectral A4V. Marfik A es 3,2 veces más luminosa que su compañera y 56 veces más que el Sol.
Su radio es 2,5 veces más grande que el de nuestra estrella y es 2,6 veces más masiva que ésta.
Marfik B, con el doble de masa que el Sol, tiene un radio un 90% más grande que el radio solar.
Ciertas discrepancias en la masa total del sistema hacen sospechar la existencia de una compañera cercana no detectada.
El período orbital del sistema es de 129 años y al ser su órbita excéntrica la separación entre las dos componentes varía entre 18 y 68 UA. La mínima separación tuvo lugar en el año 1939, mientras que en el año 2004 la separación era máxima. Una tercera estrella de magnitud 11, visualmente a 2 minutos de arco, comparte el movimiento de Marfik a través del espacio. Tan alejada que no se ha detectado movimiento orbital —su distancia respecto al par interior es de al menos 6100 UA—, debe emplear 185.000 años o más en completar una órbita.
Desde esta estrella —una enana naranja de tipo aproximado K6—, las dos estrellas blancas se verían separadas una media de 0,5º, siendo su brillo conjunto equivalente al de dos lunas llenas.